# Alfred Schnayder
Alfred Schnayder (7. September 1912 – 25. März 1998 in Wien) war ein österreichischer Schauspieler, der u. a. am Burgtheater und bei den Salzburger Festspielen verpflichtet war.
Im Jedermann bei den Salzburger Festspielen verkörperte er 1936 und 1937 den Spielansager, 1946 den Armen Nachbarn. 1946 spielte er in Salzburg auch eine kleinere Rolle im Diener zweier Herren, den Träger. Verbürgt ist 1947 die Rolle das Candia im Heiligen Experiment von Hochwälder und 1957 ein Gastspiel des Burgtheaters im Linzer Landestheater mit Paul Claudels Buch von Christoph Columbus, in dem Schnayder den Abnahmeoffizier darstellte.
In Dr. Rosin (1949), einer Produktion der Belvedere-Film, übernahm er die Titelrolle, in einigen Heimatfilmen der Nachkriegszeit verkörperte er Chargen, wie den Notar in Der prämierte Leberfleck (1948), den Organisten in Das Tor zum Frieden (1951) oder den Gemeindeschreiber in Der Bauernrebell, auch bekannt als Das letzte Aufgebot (1953). Im patriotischen Science-Fiction-Film 1. April 2000 (1952) spielte er eine Nebenrolle. Schnayder war auch für den Hörfunk tätig, u. a. als Octavius in Camus’ Caligula oder als Pfarrer in Ernst Wolfram Marboes Hörspielfassung von Ödön von Horváths Jugend ohne Gott (1967).
Er wurde am Wiener Zentralfriedhof bestattet.